# Katedra św. Mikołaja w Feldkirch
Katedra św. Mikołaja w Feldkirch (niem. Dom St. Nikolaus (Feldkirch)) – główna świątynia diecezji Feldkirch w Austrii. Mieści się przy Schloßgraben.
Katedra ma podwójną nawę typu halowego wybudowaną w XV wieku przez austriackich architektów i siatkowe sklepienie charakterystyczne dla okresu późnego gotyku. Nad prawym bocznym ołtarzem jest umieszczone Zdjęcie z krzyża namalowane w 1521 roku przez Wolfa Hubera, artystę ze szkoły Dunaju, urodzonego w Feldkirch, i postrzeganego jako kluczowy prekursor niemieckiego malarstwa pejzażowego. Baldachim z kutego żelaza podtrzymujący ambonę był pierwotnie gotyckim tabernakulum.